# حافظه تصادفی چند کاناله پویا
حافظه تصادفی چند کاناله پویا (به انگلیسی: MCDRAM)  یک حافظه تصادفی انباشته در سه بعد است که در پردازنده زنون فای که با نام مستعار نشست شوالیه‌ها (Knights Landing) نیز شناخته می‌شود، استفاده شده‌است، این تکنولوژی با همکاری مایکرون تکنالوجی و اینتل با استفاده از حافظه مکعبی هیبریدی به وجود آمده‌است و می‌تواند یک رقیب برای حافظه با پهنای باند بالا محسوب شود.
تعداد هسته‌ها در پردازنده‌های زنون فای، به همراه واحدهای پردازش برداری آنان، باعث می‌شود بتوانند چند گیگابایت در ثانیه بیشتر از حافظه تصادفی پویای ماژول حافظه خطی دوگانه قدیمی، حافظه تصادفی پویا استفاده کنند. علت استفاده از عبارت «چند کاناله» به این دلیل است که هسته‌ها، کانال‌های بسیار بیشتری برای دسترسی به حافظه تصادفی چند کاناله پویا دارند تا پردازنده‌هایی دیگر که می‌خواهند به ماژول حافظه خطی دوگانه متصل خود دسترسی پیدا کنند. این باعث می‌شود پهنای باند تا بیش از ۴۰۰ گیگابایت در ثانیه افزایش یابد. اگرچه تأخیرها مشابه ماژول حافظه خطی دوگانه است.
نصب آن روی پردازنده، محدودیت‌هایی را در ظرفیت ایجاد می‌کند (تا ۱۶ گیگابایت در زمان شروع). اگرچه حدس‌ها افزایش این مقدار را در آینده را نشان می‌دهد.

## برنامه‌نویسی
می‌توان حافظه را در زمان راه‌اندازی افرازش کرد، (با استفاده از برخی به عنوان حافظه پنهان برای داشتن DDR متفاوت و بیشتر و نگاشت باقی‌مانده به اندازه حافظه فیزیکی).
زمانی که از حافظه مجازی صفحاتی درخواست می‌شود، یا به DDR متفاوتی به صورت مستقیم اختصاص داده می‌شود، یا به بخشی از DDR که توسط حافظه تصادفی پویای چند کاناله، کش (و یا همان cache) شده‌است، اختصاص می‌یابد یا به بخشی از حافظه تصادفی چند کاناله پویا که به عنوان کش استفاده نمی‌شود. می‌توان این کار را به کمک واسط برنامه‌نویسی کاربردی memkind انجام داد.
تأخیر عدم موفقیت در زمانی که به عنوان کش استفاده می‌شود و بنابراین دسترسی به هر دوی حافظه تصادفی چند کاناله پویا و DDR بیشتر است از دسترسی مستقیم به DDR، و بنابراین برنامه‌ریزی برنامه‌ها می‌تواند در مواردی از استفاده بیش از حد حافظه پنهان جلوگیری کند.